# Cirilo Queiróz Airport
Cirilo Queiróz Airport är en flygplats i Brasilien.   Den ligger i kommunen Almenara och delstaten Minas Gerais, i den östra delen av landet, 800 km öster om huvudstaden Brasília. Cirilo Queiróz Airport ligger 220 meter över havet.
Terrängen runt Cirilo Queiróz Airport är kuperad söderut, men norrut är den platt. Närmaste större samhälle är Almenara, 2,9 km väster om Cirilo Queiróz Airport.
Omgivningarna runt Cirilo Queiróz Airport är huvudsakligen savann. Runt Cirilo Queiróz Airport är det glesbefolkat, med 20 invånare per kvadratkilometer.